# گاورود
گاورود یا گاوه‌رود، نام رودی در استان کرمانشاه و کردستان در باختر ایران است. این رود از کوه‌های بدر و پریشان و کوه‌های هزار خانی سنقر سرچشمه می‌گیرد و از سرشاخه‌های اصلی رود پر اب سیروان می باشد که در ادامه به رود دجله در عراق می‌ریزد. رود قشلاق نیز به گاورود می‌ریزد.